# Кандауров, Дмитрий Петрович
Дмитрий Петрович Кандауров (1851—1914) — российский инженер путей сообщения, управляющий Рязанско-Уральской железной дорогой; общественный деятель.

## Биография
Родился в 1851 году.
В 1886—1893 годах был главным инженером Московско-Курской железной дороги.
С 1 декабря 1893 по 1 января 1906 года был управляющим Рязанско-Уральской железной дорогой; при нём была проведена техническая модернизация железной дороги, увеличена протяжённость её основных линий и станционных путей. Он организовал сеть железнодорожных школ.
В 1910—1914 годах был гласным Санкт-Петербургской городской думы. Занимался организацией в Петербурге автобусного движения, один из разработчиков проекта Ладожского водопровода. Член Центрального Комитета Прогрессивной партии с 1912 года. Участвовал в создании проектов строительства электрических железных дорог Ялта — Бахчисарай и Севастополь — Алушта (1911).
Умер в 1914 году.